# 49 a. C.
El año 49 a. C. fue un año del calendario romano prejuliano. En la República romana, fue conocido como el año 705 Ab Urbe condita.

## Acontecimientos
- Cónsules: Lucio Cornelio Léntulo Crus, Gayo Claudio Marcelo el Mayor.
- Comienza la segunda guerra civil de la República romana
  - 1 de enero: El Senado Romano recibe una propuesta de Julio César de que él y Pompeyo depusieran su mando al mismo tiempo. El Senado responde que César debe entregar el mando inmediatamente.
  - 10 de enero. Julio César cruza el río Rubicón, que separaba su jurisdicción (Galia Cisalpina) de la del Senado (Italia), dando comienzo a la guerra civil. A partir de ese momento se inició la guerra civil entre César y Pompeyo. En respuesta, el Senado Romano invoca el senatus consultum ultimum. De ahí viene la expresión: "Cesar ha cruzado el río Rubicón" refiriéndose a que la suerte esta echada.
  - Febrero: Huida de Pompeyo a Epiro (en Grecia Occidental) con la mayor parte del Senado.
  - 9 de marzo: César avanza contra las fuerzas pompeyanas en Hispania.
  - 19 de abril: César asedia Massilia contra el pompeyano Lucio Domicio Enobarbo; el sitio fue dirigido posteriormente por el cesariano Cayo Trebonio.
  - Junio: César llega a España; toma los pasos pirenaicos contra los pompeyanos L. Afranio y Marco Petreyo.
  - 7 de junio: Cicerón se escapa de Italia y se marcha a Salónica.
  - 30 de julio: Batalla de Ilerda entre los ejércitos de Julio César y Pompeyo.
  - 2 de agosto: Los pompeyanos de Ilerda se rinden a César y reciben el perdón.
  - 24 de agosto: El general cesariano Gayo Escribonio Curión es derrotado en el Norte de África por los pompeyanos bajo Publio Atio Varo y el rey Juba I de Numidia (a quien había derrota antes en la Batalla de Útica), en la Batalla del río Bagradas.
  - Septiembre: Décimo Bruto, un cesariano, derrota a las fuerzas navales combinadas de los pompeyanos y los masiliotas en la batalla naval de Massilia, mientras que la flota cesariana en el Adriático es derrotada cerca de Curicta (Krk).
  - 6 de septiembre: Massilia se rinde a César, regresando desde Hispania.
  - Octubre: César nombrado dictador en Roma.
- Julio César crea la Legio III Gallica.